# Ribadavia
Ribadavia ist eine Stadt im Nordwesten Spaniens, in der Provinz Ourense, im Zentrum der Autonomen Region Galicien am Miño-Zufluss Avia. Bedeutende Wirtschaftszweige sind die Weinherstellung (Ribeiro) und die Produktion von Särgen.

## Geographische Beschreibung
Die Einwohner des Gemeindebezirks Ribadavia verteilen sich auf sieben Bezirksgemeinden.
Die Bezirkshauptstadt ist Ribadavia und dieser Bezirk gehört dem Ribeiro-Gebiet an, in dem der berühmte und mythische Wein gewinzert wird, der von Königen und Gedichteschreibern von jeher gepriesen wurde. Heutzutage wird der Wein unter dem Namen Denominación de Origen Ribeiro vermarktet.
Dieser kleine Gemeindebezirk, mit einer Fläche von 25 km², liegt an der rechten Uferseite des Miño, und zwar bei der Einmündung des Flusses Avia, der im Gebirge von Avión entspringt und dabei ein tiefliegendes Tal bildet.
Die Vergangenheit von Ribadavia spiegelt sich in seinen Kirchen, Kapellen, Sanktuaren, Klöstern, Adelsstammhäusern usw. Heute ist der Bezirk eines der wichtigsten Wirtschaftszentren Galiciens. Die Weinkellereien auf dieser Uferseite des Miño winzerten im Mittelalter die besten und teuersten Weine Spaniens.
In diesem Gemeindebezirk gibt es zwei Elemente, die eine Landschaft aus tiefen Tälern und gut abgegrenzten Berghängen und Steilhängen bildet, eins der Kennzeichen des Ribeiro-Gebietes. Im Westen erheben sich die Ausläufer der Gebirgskette Serra do Faro de Avión, mit Bergen wie Franqueirán oder Couto de Feixa. Im Osten fließt der Miño als wichtigstes Binnengewässer durch den Gemeindebezirk. Nach dem Verlassen des Stausees durchquert der Miño das tiefe Tal zwischen den Bergen von Foz und Castrelo do Miño, nimmt weiter südlich den Fluss Avia auf und windet sich dann durch ein weites Tal. Hier liegt der fruchtbarste Teil des Gemeindebezirkes.
Das Klima weist gewisse gebietsbezogene Unterschiede auf, die das Ribeiro-Gebiet im Vergleich zum restlichen Nordwesten der Provinz Ourense klimatisch deutlich abgrenzen. Es wird hier von zwei Faktoren gekennzeichnet: Die Hitze und Trockenheit im Sommer widerspiegelt sich in den Temperaturen und in der geringen Niederschlagsmenge; anderseits macht sich der ozeanische Einfluss bis zum Flussgebiet des Miño bemerkbar.

## Geschichte
Angeblich war Abobirca der erste Name der Ortschaft Ribadavia. Dieses Wort, das angeblich aus dem Keltischen stammt und 'Ortschaft am Abo' bedeutet, war der ehemalige Name des Avia. Die Ortschaft lag ursprünglich am linken Flussufer, wurde später auf die rechte Uferseite versetzt und dann im Mittelalter in Rippa Avie umbenannt, das aus dem Lateinischen stammt. Die ersten schriftlichen Aufzeichnungen stammen aus dem Mittelalter. Vorgeschichtliche Überreste sind befestigte Ansiedlungen wie Castro do Castelo oder die Castros in Sanín und Esposende. Außerdem hat man hier verschiedene Keramikstücke und Alltagsgegenstände aus der vorrömischen und römischen Epoche gefunden. Fernando II. (1157–1188) verlieh der Stadt 1164 das Stadtrecht. Im 10., 11. und 12. Jahrhundert, als zahlreiche Klöster und religiöse Stifte gebaut oder gegründet wurden, die zur Wirtschaft Galiciens beitrugen, wurde der Gemeindebezirk Ribadavia offiziell aufgrund seiner militärischen Bedeutung dem Reich Kastilien angeschlossen. Dies zeigt sich anhand der zahlreichen Verteidigungsbauten in diesem Gebiet: Burgen wie Santa Cruz, Sande, Novoa usw., von denen es heutzutage kaum noch Überreste gibt. König García legte hier seinen Wohnsitz fest und machte Ribadavia zwischen 1065 und 1071 zur Hauptstadt des Königreiches Galicien. Die strategische Lage dieser Ortschaft wurde mit wirksamen Verteidigungsanlagen ergänzt. Damals siedelten sich hier auch neue Adelsfamilien an, die zum Wirtschaftsaufschwung beitrugen. Die Ruinen der Burg von Ribadavia berichten von Macht und Pracht, von ehemaligen mittelalterlichen Kämpfen zwischen Landherren um das fruchtbare Land dieser Gegend. Aus dieser Zeit stammen auch die Klöster in Melón, San Clodio, Oseira und auch in Celanova, die den Weinbau förderten und somit das Ribeiro-Gebiet in eines der wohlhabendsten Gebiete im Nordwesten der Iberischen Halbinsel verwandelte. Außerdem durften sich in diesen Jahrhunderten Juden in Ribadavia im Stadtviertel Porta Nova ansiedeln, wo wahrscheinlich sogar einmal eine Synagoge stand. Im 14. Jahrhundert war die Hälfte der Einwohner dieser Ortschaft Juden, die sich dem Weinhandel, den freien Berufen und dem Handwerk widmeten und den Wohlstand der Region förderten.
Jüdisches Leben in Ribadavia: Anfang des 11. Jahrhunderts siedelten sich die ersten Juden in Ribadavia an, im Lauf der Jahrhunderte wuchs die jüdische Gemeinde stark an. Im Jahr 1386 hatte sie rund 1500 Mitglieder. Die meisten Juden waren im Weinhandel tätig, vom 12. Jahrhundert bis zur brutalen Vertreibung aus Spanien durch die katholischen Könige im Jahre 1492. Heute erinnern nur noch die Straßennamen und Gebäude im ehemaligen Judenviertel an ihre Anwesenheit.
Die katholischen Könige verliehen Bernardino Samiento den Grafentitel zum Dank für seine Dienste während des Krieges gegen die Mauren in Granada.
Gegen Ende des Mittelalters wurden die Grenzen geöffnet, und der Weinverkauf wurde bis ins 17. Jahrhundert auf internationaler Ebene betrieben. Wein wurde zu einer Hauptware der Häfen im Norden Spaniens und wurde nach Amerika, England und Flandern exportiert. Doch Transportbehinderungen aufgrund des mangelnden Verbindungsnetzes führten zu einem Preisanstieg des Weines und somit zu einer Krise. Als auf dem Markt neue, billigere Weine erschienen, verkleinerte sich der Marktanteil weiter.
Im 19. Jahrhundert wurde dieses Gebiet von verschiedenen Plagen heimgesucht, worauf amerikanische Weinreben eingeführt wurden, die resistenter und produktiver waren. Erst im Laufe des 20. Jahrhunderts erreichte man die gewünschten Produktionsmengen und die Qualität, die gegenwärtig von allen Weinexperten anerkannt wird.
Ribadavia war jahrhundertelang von Gerichtsverfahren, Streitkämpfe und Verfeindungen zwischen Adeligen und Kirchenvertretern geprägt. Deswegen war sein Land und der Weinbau von jeher der Wirtschaftsmotor, der diesen Bezirk vorantrieb.

## Bevölkerungsentwicklung der Gemeinde
Quelle: INE-Archiv – grafische Aufarbeitung für Wikipedia

## Gemeindegliederung
Die Gemeinde Ribadavia ist in achtParroquias gegliedert:
| Parroquias                 | Patrozinium          | Einwohner 2024 | Fläche km² | Dichte Einw./km² | Höhe msnm | Ortskennzahl |
| -------------------------- | -------------------- | -------------- | ---------- | ---------------- | --------- | ------------ |
| Campo Redondo              | Santo André          | 119            | 2,14       | 56               | 145       | 32069010000  |
| Esposende                  | Santiago             | 40             | 1,34       | 30               | 178       | 32069020000  |
| Francelos                  | Santa María Madanela | 607            | 7,44       | 82               | 92        | 32069090000  |
| Ribadavia                  | San Domingos de Fóra | 116            | 0,37       | 314              | 93        | 32069050000  |
| Ribadavia                  | San Domingos         | 3.160          | 5,88       | 537              | 93        | 32069060000  |
| San Cristovo de Regodeigón | San Cristovo         | 372            | 1,60       | 233              | 0         | 32069040000  |
| Sanín                      | San Pedro            | 99             | 2,91       | 34               | 117       | 32069070000  |
| Ventosela                  | San Paio             | 460            | 5,37       | 86               | 148       | 32069080000  |

## Wirtschaft
| Ackerbau, Viehzucht und Fischerei                                                  | 084   | 04,63  |
| Industrie                                                                          | 0327  | 018,04 |
| Bauwirtschaft                                                                      | 095   | 05,24  |
| Dienstleistungsbetriebe                                                            | 1.307 | 072,09 |
| Total                                                                              | 1.813 | 100,00 |
| * Daten aus dem Statistischen Amt für Wirtschaftliche Entwicklung in Galicien, IGE |       |        |

## Sehenswürdigkeiten
Wer Ribadavia besucht sollte auf jeden Fall das Kloster San Domingos besichtigen, angeblich das zweitwichtigste Kloster Galiciens. Hier wurden bis ins 19. Jahrhundert Studien vorgenommen; gegenwärtig dient der Ort als Altenheim. Die Kirche dieses Klosters hat gotisches Mauerwerk. In der Nähe befindet sich die klassizistische Kapelle Nosa Señora do Portal, die der Schutzheiligen von Ribadavia geweiht ist. Das Kloster San Francisco wurde zu Anfang des 17. Jahrhunderts fertiggebaut, war zu Beginn Novizenkloster und später Sekundarschule, gegenwärtig wird es von einer Franziskanergemeinschaft bewohnt. Weitere Kunstwerke in Ribadavia: Die romanische Kirche Santiago enthält ein reich verziertes Tor. Die Kirche San Xoán gehörte dem Ritterorden der Hospitaliter von Johannes von Jerusalem an, die in ihrem Hospital bis ins 16. Jahrhundert die Pilger auf dem Weg nach Santiago de Compostela betreuten und sie außerdem auf ihrer Reise vor Angriffen verteidigten und schützten. Das Judenviertel im Stadtviertel Porta Nova stammt aus dem 12. Jahrhundert, mit Straßen und Arkaden im Originalzustand.
Außerhalb der Ortschaft befindet sich die kleine romanische Kirche San Xes de Francelos, mit Teilen aus dem Ende des 8. Jahrhunderts. Die Fassade enthält Szenen aus dem Evangelium, architektonische Elemente und Dekorationen in vorromanischem Stil. Ein kleines Fenster, bestehend aus einem einfachen Netzwerk, steht seit 1951 unter Denkmalschutz.
Weitere Bauwerke sind die Kirchen Santa María de Oliveira, Santa María Madalena und die Kapelle San Lázaro, die im Mittelalter Teil eines Lepralagers war. Profanbauten sind die wappengeschmückte Casa da Inquisición, die Häuser Casa do Carballo in Ventosela oder Casa de Coenga. Nicht vergessen sei das Adelsstammhaus Pazo de Quintáns in der Gemeinde Esposende sowie die historische Altstadt von Ribadavia entlang den steilen Straßen, den alten Kneipen, in denen man die besten Weine genießen kann, umgeben von alten Gemäuern, oftmals verziert mit Wappen und Sinnbildern der alten Adelsfamilien.

## Freizeitaktivitäten
Die Naturliebhaber können einen Ausflug auf einem Katamaran auf dem Miño machen, entlang eine Idylle ausstrahlenden Landschaft, die dicht bewachsen ist. Man kann auch Boote leihen um auf den Miño zu fahren, oder Ausflüge mit dem Rad oder auf dem Pferd machen.
Diese Ortschaft ist von Bergen umgeben, auf denen man zahlreiche Wanderungen machen kann. So kann man auch am besten die interessantesten Orte und Landschaften dieses Gebietes kennenlernen. Es gibt Wanderwege die durch das Gebirge verlaufen, wie zum Beispiel der Weg bekannt als Ruta dos Montes do Faro; und andere die einen in die Vergangenheit versetzen, wie der Ruta dos Castros (der Weg der befestigte vorrömische Ansiedlungen), oder der Weg der Kunstwerke bekannt als Ruta do Románico. Für die meisten Besucher erscheint die Ruta do Viño (die Weinroute) die interessanteste von allen. Auf insgesamt 33 Kilometer führt dieser Weg den Besucher durch die wohlhabendsten Gegenden des Ribeiro-Gebietes.
In diesem Gemeindebezirk hat man außerdem auch die Möglichkeit im Fluss Avia zu angeln, in dem es ein Forellenrevier gibt.

## Feste und Veranstaltungen
In Ribadavia feiert man am 20. Januar das Fest zu Ehren des hl. Sebastian. Auszuzeichnen ist in diesem Gemeindebezirk auch das Faschingsfest. Im April feiert man in der Gemeinde Sanín das Fest zu Ehren des hl. Petrus des Märtyrers. In Francelos findet am 28. Juni das Fisch- und Aalfest (Festa do Peixe e da Anguía) statt, und in der zweiten Julihälfte in Ribadavia die Mostra de Teatro, eine Art Theater-Schau.
Am 1. September feiert man in Ribadavia das Festa da Istoria (Fest der Geschichte), mit einem Kostümumzug als Höhepunkt. Diese Tradition, die bis 1868 beibehalten wurde, wurde erst kürzlich erneut zum Leben erweckt. Vom 7. bis 10. September gibt es außerdem Festlichkeiten zu Ehren der Schutzheiligen dieser Ortschaft, der Virxe do Portal.
In Ribadavia gibt es am 10. und 25. jeden Monates einen Markt, sowie am 8. September den Jahrmarkt. Vom 28. April bis zum 1. Mai steht die Stadt im Zeichen des Weines, mit der Feira do Viño de Ribeiro (Fest des Ribeiro-Weines).